# نصب بانديراس
نصب بانديراس أو نصب الأعلام (بالإنجليزية: Monument to the Bandeiras)‏ ويُعرف محليا باسم أو مومينتو آس بانديراس (بالبرتغالية: O Monumento às Bandeiras‏)، هو تمثال كبير منحوت من الغرانيت نحته النحات البرازيلي الإيطالي [الإنجليزية] فيكتور بريشيريت (1894-1955) عند مدخل حديقة إيبيرابويرا في مدينة ساو باولو البرازيلية. بدأت أشغال النحت سنة 1921 واكتملت في سنة 1954. يُؤرخ النصب لعصابات البانديراتيس (بالبرتغالية: Bandeirantes‏) (حاملي الأعلام)، والذين انطلقوا من مدينة ساوباولو في اتجاه المناطق الداخلية للبرازيل، وذلك خلال القرن السابع عشر. يُعد النصب أحد معالم مدينة ساوباولو، حيث يُمكن التعرف عليه بسهولة نظرا لموقعه البارز وضخامة حجمه.

يقع النصب التذكاري بالضبط في المنطقة الجنوبية الوسطى من المدينة وسط ساحة أرماندو دي ساليس أوليفيرا (بالبرتغالية: Praça Armando de Salles Oliveira‏)، مُقابل برلمان ساوباولو [الإنجليزية].

## جدل
تلقى إنشاء هذا النصب التذكاري عدة انتقادات وذلك بسبب إهماله الجانب المُظلم من البانديرانتس، والذين قتلوا واستعبدوا أفراد الشعوب الأصلية في البرازيل. يتعرض النصب لأعمال التخريب بشكل منتظم، خصوصا طلاؤه بطلاء أحمر للدلالة على الدماء. كما انتقد آخرون التكلفة الباهظة التي يُكلفها يوم واحد من أعمال صيانة وتنظيف النصب التذكاري من التخريب. في أعقاب الاحتجاجات العالمية التي اندلعت بعد حادثة مقتل جورج فلويد، عادت الانتقادات مرة أخرى وسط مطالبات بإزالة النصب التذكاري.

## معرض صور

نصب بانديراس